# Erich Schmitt
Erich Schmitt (6. august 1912 – 29. oktober 1979) var en schweizisk håndboldspiller som deltog under Sommer-OL 1936.
Han var en del af det schweiziske håndboldlandshold, som vandt en bronzemedalje. Han spillede i alle fem kampe.